# جو سونگ مو
جو سونگ مو (کره‌ای: 조성모؛ زادهٔ ۱۱ مارس ۱۹۷۷) خواننده اهل کره جنوبی است. وی از سال ۱۹۹۸ میلادی تاکنون مشغول فعالیت بوده‌است.
از فیلم‌ها یا برنامه‌های تلویزیونی که وی در آن نقش داشته‌است می‌توان به تگوکی اشاره کرد.